# Diva (chanson de Dana International)
Cet article concerne la chanson de Dana International. Pour la chanson de Beyoncé, voir Diva.
Pour les articles homonymes, voir Diva.
Chansons représentant Israël au Concours Eurovision de la chanson
Shalom olam (he)
(1996) Yom huledet (en)
(1999)
Chansons ayant remporté le Concours Eurovision de la chanson
 Love Shine a Light
(1997)  Take Me to Your Heaven
(1999)
Diva est la chanson gagnante du Concours Eurovision de la chanson 1998, interprétée par la chanteuse israélienne Dana International.

## À l'Eurovision
Elle est intégralement interprétée en hébreu, langue nationale, comme l'impose la règle entre 1976 et 1999.